# Miti Mondadori
Miti Mondadori è la seconda collana di libri tascabili di Mondadori dopo i consolidati Oscar. Fu lanciata nel 1995.

## Elenco dei titoli
| N.  | Titolo                                                                        | Autore                                  |
| --- | ----------------------------------------------------------------------------- | --------------------------------------- |
| 1   | Il socio                                                                      | John Grisham                            |
| 2   | Dell'amore e di altri demoni                                                  | Gabriel García Márquez                  |
| 3   | Sognavo l'Africa                                                              | Kuki Gallmann                           |
| 4   | L'arte di amare                                                               | Erich Fromm                             |
| 5   | I pilastri della terra                                                        | Ken Follett                             |
| 6   | Sulla rotta degli squali                                                      | Wilbur Smith                            |
| 7   | Settembre                                                                     | Rosamunde Pilcher                       |
| 8   | Vivere, amare, capirsi                                                        | Leo Buscaglia                           |
| 9   | La città della gioia                                                          | Dominique Lapierre                      |
| 10  | Il silenzio degli innocenti                                                   | Thomas Harris                           |
| 11  | Il senso di Smilla per la neve                                                | Peter Høeg                              |
| 12  | Il barone rampante                                                            | Italo Calvino                           |
| 13  | Star                                                                          | Danielle Steel                          |
| 14  | Bar Sport                                                                     | Stefano Benni                           |
| 15  | Storia della filosofia greca                                                  | Luciano De Crescenzo                    |
| 16  | Varcare la soglia della speranza                                              | Giovanni Paolo II                       |
| 17  | Postmortem                                                                    | Patricia Cornwell                       |
| 18  | Il Cigno Nero                                                                 | Sveva Casati Modignani                  |
| 19  | Sulla strada                                                                  | Jack Kerouac                            |
| 20  | Narciso e Boccadoro                                                           | Hermann Hesse                           |
| 21  | La spada di Shannara                                                          | Terry Brooks                            |
| 22  | I sensi incantati                                                             | Alberto Bevilacqua                      |
| 23  | Due di due                                                                    | Andrea De Carlo                         |
| 24  | Presunto innocente                                                            | Scott Turow                             |
| 25  | Io speriamo che me la cavo                                                    | Marcello D'Orta                         |
| 26  | Cent'anni di solitudine                                                       | Gabriel García Márquez                  |
| 27  | Andreàcula                                                                    | Giorgio Forattini                       |
| 28  | La fattoria degli animali                                                     | George Orwell                           |
| 29  | Porci con le ali                                                              | Marco Lombardo Radice, Lidia Ravera     |
| 30  | Avere o essere?                                                               | Erich Fromm                             |
| 31  | Il vecchio e il mare                                                          | Ernest Hemingway                        |
| 32  | L'uomo della pioggia                                                          | John Grisham                            |
| 33  | Il lupo della steppa                                                          | Hermann Hesse                           |
| 34  | Sangue innocente                                                              | Phyllis Dorothy James                   |
| 35  | Padrona del gioco                                                             | Sidney Sheldon                          |
| 36  | Il gioco di Gerald                                                            | Stephen King                            |
| 37  | Presto che è tardi                                                            | Ezio Greggio                            |
| 38  | Jack Frusciante è uscito dal gruppo                                           | Enrico Brizzi                           |
| 39  | Notti africane                                                                | Kuki Gallmann                           |
| 40  | Insolito e crudele                                                            | Patricia Cornwell                       |
| 41  | La voce del cuore                                                             | Barbara Taylor Bradford                 |
| 42  | Il grande Gatsby                                                              | Francis Scott Fitzgerald                |
| 43  | Un luogo chiamato libertà                                                     | Ken Follett                             |
| 44  | Estasi                                                                        | Stefano Zecchi                          |
| 45  | La chimera                                                                    | Sebastiano Vassalli                     |
| 46  | Il fiume nero dell'anima                                                      | Dean Koontz                             |
| 47  | L'eros                                                                        | Alberto Bevilacqua                      |
| 48  | Il dubbio                                                                     | Luciano De Crescenzo                    |
| 49  | La passione del suo tempo                                                     | John Le Carré                           |
| 50  | I ponti di Madison County                                                     | Robert James Waller                     |
| 51  | I cercatori di conchiglie                                                     | Rosamunde Pilcher                       |
| 52  | Seminario sulla gioventù                                                      | Aldo Busi                               |
| 53  | Va' dove ti porta il cuore                                                    | Susanna Tamaro                          |
| 54  | Misery                                                                        | Stephen King                            |
| 55  | Cronaca di una morte annunciata                                               | Gabriel García Márquez                  |
| 56  | La fabbrica dei corpi                                                         | Patricia Cornwell                       |
| 57  | Panta rei                                                                     | Luciano De Crescenzo                    |
| 58  | Il potere assoluto                                                            | David Baldacci Ford                     |
| 59  | Enigma                                                                        | Robert Harris                           |
| 60  | Il giorno dello sciacallo                                                     | Frederick Forsyth                       |
| 61  | Topolino & Paperino: 40 anni di grandi storie Disney disegnate da G. B. Carpi | Walt Disney                             |
| 62  | La giuria                                                                     | John Grisham                            |
| 63  | Intimità                                                                      | Willy Pasini                            |
| 64  | Disperatamente Giulia                                                         | Sveva Casati Modignani                  |
| 65  | La spia che venne dal freddo                                                  | John le Carré                           |
| 66  | Chiamati all'amore                                                            | Anthony de Mello                        |
| 67  | Il diario di Anna Frank                                                       | Anna Frank                              |
| 68  | Oggetti di reato                                                              | Patricia Cornwell                       |
| 69  | Via col vento                                                                 | Margaret Mitchell                       |
| 70  | Treno di panna                                                                | Andrea De Carlo                         |
| 71  | Dylan Dog                                                                     | Tiziano Sclavi                          |
| 72  | Ordine e disordine                                                            | Luciano De Crescenzo                    |
| 73  | Icona                                                                         | Frederick Forsyth                       |
| 74  | Canone inverso                                                                | Paolo Maurensig                         |
| 75  | Anima mini tour                                                               | Fabio Fazio                             |
| 76  | Il terzo gemello                                                              | Ken Follett                             |
| 77  | La lista di Schindler                                                         | Thomas Keneally                         |
| 78  | Odissea                                                                       | Omero                                   |
| 79  | Per voce sola                                                                 | Susanna Tamaro                          |
| 80  | Lettera a Berlino                                                             | Ian McEwan                              |
| 81  | Anche le formiche nel loro piccolo si incazzano                               | Gino & Michele, Matteo Molinari         |
| 82  | Il cammino semplice                                                           | Madre Teresa                            |
| 83  | E l'alluce fu                                                                 | Roberto Benigni                         |
| 84  | Intensity                                                                     | Dean Koontz                             |
| 85  | Stanotte la libertà                                                           | Dominique Lapierre, Larry Collins       |
| 86  | Tex la leggenda                                                               | Gian Luigi Bonelli - Aurelio Galleppini |
| 87  | Esilio                                                                        | Enzo Bettiza                            |
| 88  | Quel che rimane                                                               | Patricia Cornwell                       |
| 89  | Notizia di un sequestro                                                       | Gabriel García Márquez                  |
| 90  | Le bianche dune della Cornovaglia                                             | Rosamunde Pilcher                       |
| 91  | Uccelli da gabbia e da voliera                                                | Andrea De Carlo                         |
| 92  | Notte sull'acqua                                                              | Ken Follett                             |
| 93  | Nico e i suoi fratelli                                                        | Aldo Giovanni e Giacomo                 |
| 94  | L.A. Confidential                                                             | James Ellroy                            |
| 95  | Sadhana                                                                       | Anthony de Mello                        |
| 96  | Notti e nebbie                                                                | Carlo Castellaneta                      |
| 97  | Paperinik il vendicatore                                                      | Walt Disney                             |
| 98  | Ramses. Il figlio della luce                                                  | Christian Jacq                          |
| 99  | Teresa Batista stanca di guerra                                               | Jorge Amado                             |
| 100 | Gerusalemme, Gerusalemme!                                                     | Dominique Lapierre, Larry Collins       |
| 101 | Il partner                                                                    | John Grisham                            |
| 102 | Ramses. La dimora millenaria                                                  | Christian Jacq                          |
| 103 | Anima Mundi                                                                   | Susanna Tamaro                          |
| 104 | La qualità dei sentimenti                                                     | Willy Pasini                            |
| 105 | Bastogne                                                                      | Enrico Brizzi                           |
| 106 | Ramses. La battaglia di Qadesh                                                | Christian Jacq                          |
| 107 | Morte sul fiume                                                               | P. D. James                             |
| 108 | Il cimitero dei senza nome                                                    | Patricia Cornwell                       |
| 109 | Pippo. Pensieri in libertà                                                    | Walt Disney                             |
| 110 | Ramses. La regina di Abu Simbel                                               | Christian Jacq                          |
| 111 | Neve d'aprile                                                                 | Rosamunde Pilcher                       |
| 112 | Nessuno                                                                       | Luciano De Crescenzo                    |
| 113 | Ramses. L'ultimo nemico                                                       | Christian Jacq                          |
| 114 | Rinascimento privato                                                          | Maria Bellonci                          |
| 115 | Il nido di calabroni                                                          | Patricia Cornwell                       |
| 116 | Lettera alla madre sulla felicità                                             | Alberto Bevilacqua                      |
| 117 | Il catino di zinco                                                            | Margaret Mazzantini                     |
| 118 | Sette anni nel Tibet                                                          | Heinrich Harrer                         |
| 119 | Gorky Park                                                                    | Martin Cruz Smith                       |
| 120 | Iliade                                                                        | Omero                                   |
| 121 | Causa di morte                                                                | Patricia Cornwell                       |
| 122 | Testimone allo specchio                                                       | Mary Higgins Clark                      |
| 123 | La legge dei padri                                                            | Scott Turow                             |
| 124 | Biglietto vincente                                                            | David Baldacci Ford                     |
| 125 | Gialloparma                                                                   | Alberto Bevilacqua                      |
| 126 | Ritorno a casa                                                                | Rosamunde Pilcher                       |
| 127 | L'amore ai tempi del colera                                                   | Gabriel García Márquez                  |
| 128 | Di noi tre                                                                    | Andrea De Carlo                         |
| 129 | Cosmico                                                                       | Daniele Luttazzi                        |
| 130 | L'avvocato di strada                                                          | John Grisham                            |
| 131 | Un mese con Montalbano                                                        | Andrea Camilleri                        |
| 132 | La casa vuota                                                                 | Rosamunde Pilcher                       |
| 133 | Una fortuna pericolosa                                                        | Ken Follett                             |
| 134 | I grandi colpi di Diabolik                                                    | Angela e Luciana Giussani               |
| 135 | Stanotte la libertà                                                           | Dominique Lapierre, Larry Collins       |
| 136 | Lo strangolatore                                                              | Manuel Vázquez Montalbán                |
| 137 | Morte innaturale                                                              | Patricia Cornwell                       |
| 138 | Una certa giustizia                                                           | P.D. James                              |
| 139 | Il rapporto Pelican                                                           | John Grisham                            |
| 140 | L'evoluzione di Jane                                                          | Cathleen Schine                         |
| 141 | Lezioni di tango                                                              | Sveva Casati Modignani                  |
| 142 | Zio Paperone. Dollari & pepite                                                | Walt Disney                             |
| 143 | Drago rosso                                                                   | Thomas Harris                           |
| 144 | La prima sorsata di birra                                                     | Philippe Delerm                         |
| 145 | Mille soli                                                                    | Dominique Lapierre                      |
| 146 | Il tempo e la felicità                                                        | Luciano De Crescenzo                    |
| 147 | Macno                                                                         | Andrea De Carlo                         |
| 148 | Archangel                                                                     | Robert Harris                           |
| 149 | Venere lesa                                                                   | Paolo Maurensig                         |
| 150 | Il falò delle vanità                                                          | Tom Wolfe                               |
| 151 | La bambina Lazarus                                                            | Robert Mawson                           |
| 152 | Trent'anni, alta, mora                                                        | Leonardo Pieraccioni                    |
| 153 | Punto d'origine                                                               | Patricia Cornwell                       |
| 154 | Profumo di timo                                                               | Rosamunde Pilcher                       |
| 155 | Rose Madder                                                                   | Stephen King                            |
| 156 | Il martello dell'Eden                                                         | Ken Follett                             |
| 157 | Sarai solo mia                                                                | Mary Higgins Clark                      |
| 158 | Ritorno dall'India                                                            | Abraham B. Yehoshua                     |
| 159 | Il generale nel suo labirinto                                                 | Gabriel García Márquez                  |
| 160 | Il testamento                                                                 | John Grisham                            |
| 161 | La semplice verità                                                            | David Baldacci Ford                     |
| 162 | Fatherland                                                                    | Robert Harris                           |
| 163 | Alan Ford contro Gommaflex                                                    | Max Bunker                              |
| 164 | Villa di delizia                                                              | Carlo Castellaneta                      |
| 165 | Jack Folla. Alcatraz                                                          | Diego Cugia                             |
| 166 | Un indizio per Cordelia Gray                                                  | P.D. James                              |
| 167 | Hannibal                                                                      | Thomas Harris                           |
| 168 | Il faraone nero                                                               | Christian Jacq                          |
| 169 | La notte dei leoni                                                            | Kuki Gallmann                           |
| 170 | Le notti sono diverse                                                         | Luciano De Crescenzo                    |
| 171 | Il fantasma di Manhattan                                                      | Frederick Forsyth                       |
| 172 | Vero all'alba                                                                 | Ernest Hemingway                        |
| 173 | Il conto cifrato                                                              | Christopher Reich                       |
| 174 | Il mago dei numeri                                                            | Hans Magnus Enzensberger                |
| 175 | La bambina che amava Tom Gordon                                               | Stephen King                            |
| 176 | Il fantasma                                                                   | Danielle Steel                          |
| 177 | Morte a Plum Island                                                           | Nelson DeMille                          |
| 178 | Macchia nera (e tutti i cattivi)                                              | Walt Disney                             |
| 179 | Sotto il segno dei gemelli                                                    | Rosamunde Pilcher                       |
| 180 | La luce della notte                                                           | Pietro Citati                           |
| 181 | Nel momento                                                                   | Andrea De Carlo                         |
| 182 | Gli arancini di Montalbano                                                    | Andrea Camilleri                        |
| 183 | L'allievo                                                                     | Patrick Redmond                         |
| 184 | L'isola dell'angelo caduto                                                    | Carlo Lucarelli                         |
| 185 | Sorrisi dal mistero                                                           | Alberto Bevilacqua                      |
| 186 | La donna della domenica                                                       | Fruttero & Lucentini                    |
| 187 | Croce del sud                                                                 | Patricia Cornwell                       |
| 188 | La distrazione                                                                | Luciano De Crescenzo                    |
| 189 | Amici ahrarara                                                                | Fichi d'India                           |
| 190 | Accadde tutto in una notte                                                    | Mary Higgins Clark                      |
| 191 | Sotto pressione                                                               | David Baldacci                          |
| 192 | Il talismano                                                                  | Stephen King                            |
| 193 | I giorni dell'estate                                                          | Rosamunde Pilcher                       |
| 194 | I mille trucchi della Jaguar di Diabolik                                      | Angela e Luciana Giussani               |
| 195 | Black Sunday                                                                  | Thomas Harris                           |
| 196 | Una donna non dimentica                                                       | Sidney Sheldon                          |
| 197 | Anima carnale                                                                 | Alberto Bevilacqua                      |
| 198 | La lunga strada verso casa                                                    | Danielle Steel                          |
| 199 | L'amante                                                                      | Abraham B. Yehoshua                     |
| 200 | Havana                                                                        | Martin Cruz Smith                       |
| 201 | La costa d'oro                                                                | Nelson DeMille                          |
| 202 | Indiana Pipps alla ricerca dei tesori                                         | Walt Disney                             |
| 203 | I confratelli                                                                 | John Grisham                            |
| 204 | Cadavere non identificato                                                     | Patricia Cornwell                       |
| 205 | Le parole che non ti ho detto                                                 | Nicholas Sparks                         |
| 206 | American tabloid                                                              | James Ellroy                            |
| 207 | Yucatan                                                                       | Andrea De Carlo                         |
| 208 | Dio li fa e poi li accoppa                                                    | Giobbe Covatta                          |
| 209 | Lesioni personali                                                             | Scott Turow                             |
| 210 | Solstizio d'inverno                                                           | Rosamunde Pilcher                       |
| 211 | Codice a zero                                                                 | Ken Follett                             |
| 212 | Eta Beta. Atomi, comete & naftalina                                           | Walt Disney                             |
| 213 | La tamburina                                                                  | John Le Carré                           |
| 214 | Il cliente                                                                    | John Grisham                            |
| 215 | La scomparsa di Patò                                                          | Andrea Camilleri                        |
| 216 | Vaniglia e cioccolato                                                         | Sveva Casati Modignani                  |
| 217 | Chi è Tatiana?                                                                | Gabriele Cirilli                        |
| 218 | Gli anni struggenti                                                           | Alberto Bevilacqua                      |
| 219 | Esco a fare due passi                                                         | Fabio Volo                              |
| 220 | L'ora del leone                                                               | Nelson DeMille                          |
| 221 | L'ultimo distretto                                                            | Patricia Cornwell                       |
| 222 | Brilla una stella                                                             | Danielle Steel                          |
| 223 | Cuori in Atlantide                                                            | Stephen King                            |
| 224 | Q                                                                             | Luther Blissett                         |
| 225 | Memorie di Adriano                                                            | Marguerite Yourcenar                    |
| 226 | Nati due volte                                                                | Giuseppe Pontiggia                      |
| 227 | Il momento di uccidere                                                        | John Grisham                            |
| 228 | La casa dipinta                                                               | John Grisham                            |
| 229 | I grandi colpi della Banda Bassotti                                           | Walt Disney                             |
| 230 | Parola di Giobbe                                                              | Giobbe Covatta                          |
| 231 | Il castello dei sogni: storie che parlano al cuore                            | Susanna Tamaro                          |
| 232 | L'amore non si arrende                                                        | Sidney Sheldon                          |
| 233 | Il controllo totale                                                           | David Baldacci Ford                     |
| 234 | Tale e quale                                                                  | Luciano De Crescenzo                    |
| 235 | Cattedrale                                                                    | Nelson DeMille                          |
| 236 | Un cuore in silenzio                                                          | Nicholas Sparks                         |
| 237 | Mucchio d'ossa                                                                | Stephen King                            |
| 238 | Pura vita                                                                     | Andrea De Carlo                         |
| 239 | La tigre che dorme                                                            | Rosamunde Pilcher                       |
| 240 | Sola come un gambo di sedano                                                  | Luciana Littizzetto                     |
| 241 | La cruna dell'ago                                                             | Ken Follett                             |
| 242 | Mezzanotte e cinque a Bhopal                                                  | Dominique Lapierre, Javier Moro         |
| 243 | Il giardiniere tenace                                                         | John Le Carré                           |
| 244 | Superpippo                                                                    | Walt Disney                             |
| 245 | L'appello                                                                     | John Grisham                            |
| 246 | Le gazze ladre                                                                | Ken Follett                             |
| 247 | Diabolik in oriente                                                           | Angela e Luciana Giussani               |
| 248 | Elefanti in giardino                                                          | Kuki Gallmann                           |
| 249 | Lo scudo di Talos                                                             | Valerio Massimo Manfredi                |
| 250 | L'autunno del patriarca                                                       | Gabriel García Márquez                  |
| 251 | L'isola dei cani                                                              | Patricia Cornwell                       |
| 252 | Il codice Rebecca                                                             | Ken Follett                             |
| 253 | Il momento è catartico                                                        | Flavio Oreglio                          |
| 254 | La casa del buio                                                              | Stephen King                            |
| 255 | L'ultimo eroe                                                                 | David Baldacci Ford                     |
| 256 | Conversione. Una storia personale                                             | Leonardo Mondadori, Vittorio Messori    |
| 257 | Sapevo tutto di lei                                                           | Mary Higgins Clark                      |
| 258 | L'ostaggio                                                                    | Robert Crais                            |
| 259 | La convocazione                                                               | John Grisham                            |
| 260 | Vicolo della duchessa                                                         | Sveva Casati Modignani                  |
| 261 | Il veterano                                                                   | Frederick Forsyth                       |
| 262 | L'ultima legione                                                              | Valerio Massimo Manfredi                |
| 263 | Missione al nord                                                              | Nelson DeMille                          |
| 264 | I passi dell'amore                                                            | Nicholas Sparks                         |
| 265 | La paura di Montalbano                                                        | Andrea Camilleri                        |
| 266 | Storia della filosofia medioevale                                             | Luciano De Crescenzo                    |
| 267 | La camera azzurra                                                             | Rosamunde Pilcher                       |
| 268 | La talpa                                                                      | John Le Carré                           |
| 269 | Qui, Quo, Qua                                                                 | Walt Disney                             |
| 270 | Non ti muovere                                                                | Margaret Mazzantini                     |
| 271 | Sochmacher                                                                    | Marco Della Noce                        |
| 272 | Errori reversibili                                                            | Scott Turow                             |
| 273 | Il volo della martora                                                         | Mauro Corona                            |
| 274 | Le sabbie del tempo                                                           | Sidney Sheldon                          |
| 275 | L'imperatore di Ocean Park                                                    | Stephen L. Carter                       |
| 276 | Vivere per raccontarla                                                        | Gabriel García Márquez                  |
| 277 | I veri nomi                                                                   | Andrea De Carlo                         |
| 278 | Tokyo Station                                                                 | Martin Cruz Smith                       |
| 279 | Attraverso il tuo corpo                                                       | Alberto Bevilacqua                      |
| 280 | Fuga dal Natale                                                               | John Grisham                            |
| 281 | Ritratto di un assassino                                                      | Patricia Cornwell                       |
| 282 | Bis (Nuovi momenti catartici)                                                 | Flavio Oreglio                          |
| 283 | La casa di Hope Street                                                        | Danielle Steel                          |
| 284 | La spia perfetta                                                              | John Le Carré                           |
| 285 | La culla vuota                                                                | Mary Higgins Clark                      |
| 286 | Insomnia                                                                      | Stephen King                            |
| 287 | La principessa sul pisello                                                    | Luciana Littizzetto                     |
| 288 | L'oracolo                                                                     | Valerio Massimo Manfredi                |
| 289 | È una vita che ti aspetto                                                     | Fabio Volo                              |
| 290 | Il re dei torti                                                               | John Grisham                            |
| 291 | Storia della filosofia moderna                                                | Luciano De Crescenzo                    |
| 292 | È tanto che aspetti?                                                          | Ale & Franz                             |
| 293 | Arcodamore                                                                    | Andrea De Carlo                         |
| 294 | Il vendicatore                                                                | Frederick Forsyth                       |
| 295 | Il giorno della tempesta                                                      | Rosamunde Pilcher                       |
| 296 | Il volo del calabrone                                                         | Ken Follett                             |
| 297 | Come vento selvaggio                                                          | Sveva Casati Modignani                  |
| 298 | Requiem per Diabolik                                                          | Angela e Luciana Giussani               |
| 299 | Una notte di luna per l'ispettore Dalgliesh                                   | P.D. James                              |
| 300 | Pompei                                                                        | Robert Harris                           |
| 301 | Sai tenere un segreto?                                                        | Sophie Kinsella                         |
| 302 | Un segreto nel cuore                                                          | Nicholas Sparks                         |
| 303 | Nel legno e nella pietra                                                      | Mauro Corona                            |
| 304 | L'allenatore                                                                  | John Grisham                            |
| 305 | Paperino a scuola                                                             | Walt Disney                             |
| 306 | Il tiranno                                                                    | Valerio Massimo Manfredi                |
| 307 | Ti prendo e ti porto via                                                      | Niccolò Ammaniti                        |
| 308 | Artemis Fowl                                                                  | Eoin Colfer                             |
| 309 | Col corpo capisco                                                             | David Grossman                          |
| 310 | Amata per caso                                                                | Stefano Zecchi                          |
| 311 | Calliphora                                                                    | Patricia Cornwell                       |
| 312 | Il codice Da Vinci                                                            | Dan Brown                               |
| 313 | Il dolore perfetto                                                            | Ugo Riccarelli                          |
| 314 | Io non ho paura                                                               | Niccolò Ammaniti                        |
| 315 | Amici assoluti                                                                | John le Carré                           |
| 316 | L'ultimo giurato                                                              | John Grisham                            |
| 317 | La prima indagine di Montalbano                                               | Andrea Camilleri                        |
| 318 | Angeli e demoni                                                               | Dan Brown                               |
| 319 | Il santo Graal                                                                | Michael Baigent                         |
| 320 | Palladion                                                                     | Valerio Massimo Manfredi                |
| 321 | Arrivederci piccole donne                                                     | Marcela Serrano                         |
| 322 | Nel bianco                                                                    | Ken Follett                             |
| 323 | I love shopping con mia sorella                                               | Sophie Kinsella                         |
| 324 | Ciascuno è perfetto                                                           | Raffaele Morelli                        |
| 325 | Aspro e dolce                                                                 | Mauro Corona                            |
| 326 | Tu che mi ascolti                                                             | Alberto Bevilacqua                      |
| 327 | La traccia                                                                    | Patricia Cornwell                       |
| 328 | La fratellanza della Sacra Sindone                                            | Julia Navarro                           |
| 329 | Con le peggiori intenzioni                                                    | Alessandro Piperno                      |
| 330 | La verità sul codice Da Vinci                                                 | Bart D. Ehrman                          |
| 331 | Memoria delle mie puttane tristi                                              | Gabriel García Márquez                  |
| 332 | L'impero dei draghi                                                           | Valerio Massimo Manfredi                |
| 333 | Col cavolo                                                                    | Luciana Littizzetto                     |
| 334 | Lo strano caso del cane ucciso a mezzanotte                                   | Mark Haddon                             |
| 335 | La verità del ghiaccio                                                        | Dan Brown                               |
| 336 | Il broker                                                                     | John Grisham                            |
| 337 | La regina della casa                                                          | Sophie Kinsella                         |
| 338 | I segreti di Roma                                                             | Corrado Augias                          |
| 339 | L'ombra del bastone                                                           | Mauro Corona                            |
| 340 | Ti amerò per sempre                                                           | Piero Angela                            |
| 341 | Predatore                                                                     | Patricia Cornwell                       |
| 342 | Non siamo nati per soffrire                                                   | Raffaele Morelli                        |
| 343 | La pensione Eva                                                               | Andrea Camilleri                        |
| 344 | Le uova del drago                                                             | Pietrangelo Buttafuoco                  |
| 345 | I Love Shopping                                                               | Sophie Kinsella                         |
| 346 | I love shopping a New York                                                    | Sophie Kinsella                         |
| 347 | Innocente                                                                     | John Grisham                            |
| 348 | L'Afghano                                                                     | Frederick Forsyth                       |
| 349 | Inchiesta su Gesù                                                             | Corrado Augias, Mario Pesce             |
| 350 | I fantasmi di pietra                                                          | Mauro Corona                            |
| 351 | Le guerre del mondo emerso Vol.1                                              | Licia Troisi                            |
| 352 | Le guerre del mondo emerso Vol.2                                              | Licia Troisi                            |
| 353 | Lui che ti tradiva                                                            | Alberto Bevilacqua                      |
| 354 | A rischio                                                                     | Patricia Cornwell                       |
| 355 | Rivergination                                                                 | Luciana Littizzetto                     |
| 356 | Le piccole cose che cambiano la vita                                          | Raffaele Morelli                        |
| 357 | Crypto                                                                        | Dan Brown                               |
| 358 | Il colore del sole                                                            | Andrea Camilleri                        |
| 359 | Hannibal Lecter - Le origini del male                                         | Thomas Harris                           |
| 360 | Luca Zanforlin                                                                | Chicco Sfondrini - Luca Zanforlin       |
| 361 | I love shopping per il baby                                                   | Sophie Kinsella                         |
| 362 | Le guerre del mondo emerso Vol.3                                              | Licia Troisi                            |
| 363 | L'ombra del vento                                                             | Carlos Ruiz Zafón                       |
| 364 | Il professionista                                                             | John Grisham                            |
| 365 | Un posto nel mondo                                                            | Fabio Volo                              |
| 366 | L'amore e il potere                                                           | Bruno Vespa                             |
| 367 | Ama e non pensare                                                             | Raffaele Morelli                        |
| 368 | Le paludi di Hesperia                                                         | Valerio Massimo Manfredi                |
| 369 | I love shopping in bianco                                                     | Sophie Kinsella                         |
| 370 | Il libro dei morti                                                            | Patricia Cornwell                       |
| 371 | I Love Shopping (nuova versione)                                              | Sophie Kinsella                         |
| 372 | La tredicesima storia                                                         | Diane Setterfield                       |
| 373 | Cani, camosci, cuculi (e un corvo)                                            | Mauro Corona                            |
| 374 | Racconti di Montalbano                                                        | Andrea Camilleri                        |
| 375 | Inchiesta sul cristianesimo                                                   | Corrado Augias, Remo Cacitti            |
| 376 | Il giorno in più                                                              | Fabio Volo                              |
| 377 | L'armata perduta                                                              | Valerio Massimo Manfredi                |
| 378 | Una giornata nell'antica Roma. Vita quotidiana, segreti e curiosità           | Alberto Angela                          |
| 379 | Al buio                                                                       | Patricia Cornwell                       |
| 380 | Il tailleur grigio                                                            | Andrea Camilleri                        |
| 381 | Il gioco dell'angelo                                                          | Carlos Ruiz Zafón                       |
| 382 | Kay Scarpetta                                                                 | Patricia Cornwell                       |
| 383 | Idi di marzo                                                                  | Valerio Massimo Manfredi                |
| 384 | Ti ricordi di me?                                                             | Sophie Kinsella                         |
| 385 | Ultima sentenza                                                               | John Grisham                            |